# Матриархат (филм)
„Матриархат“ е български игрален филм (драма, комедия) от 1977 година на режисьора Людмил Кирков, по сценарий на Георги Мишев. Оператор е Георги Русинов. Създаден е по повестта „Матриархат“ на Георги Мишев. Музиката във филма е композирана от Борис Карадимчев.

## Сюжет
Малко селце в края на седемдесетте. Ганета (Невена Коканова) е съпруга на местния кръчмар, който системно и незаконно забогатява. Въпреки че пробутва хубавата си жена на ревизора шансовете за затвор са твърде големи. Станка (Катя Паскалева) има желание да се премести в града, но не може да се разбере с мъжа си (Велко Кънев), който непрекъснато е на път и никой не знае точно какъв му е случая. Бона (Катя Чукова) си няма мъж и се закача с кмета – единствения свестен мъж наоколо. Баба Йорданка има сериозен здравословен проблем и се опитва мимоходом да се съветва с ветеринаря.

## Състав

### Актьорски състав
| Роля                           | Изпълнител                                                        |
| ------------------------------ | ----------------------------------------------------------------- |
| Ганета                         | Народна артистка Невена Коканова                                  |
| Станка (Тана)                  | Заслужила артистка Катя Паскалева                                 |
| Щипана Бона                    | Заслужила артистка Катя Чукова                                    |
| баба Йордана                   | Заслужила артистка Милка Туйкова                                  |
| Жела                           | Заслужила артистка Емилия Радева                                  |
| Милор                          | Народен артист Георги Георгиев – Гец                              |
| вуйчото Бойчев                 | Георги Русев                                                      |
| Божидар                        | Георги Кишкилов                                                   |
| Коста                          | Павел Поппандов                                                   |
| ревизорът                      | Евстати Стратев                                                   |
| Стойчо                         | Велко Кънев                                                       |
| Петко Петков                   | Иван Джамбазов                                                    |
| служителка в общината          | Лили Енева                                                        |
| бай Георги Господинов          | Иван Обретенов                                                    |
| ветеринарният лекар            | Иван Гайдарджиев                                                  |
| Петър                          | Светослав Пеев (като Славчо Пеев)                                 |
| продавачът на арпаджик         | Аспарух Сариев                                                    |
|                                | Сашко Бурмов                                                      |
| човекът на прозореца във влака | Заслужил артист Людмил Кирков (не е посочен в надписите на филма) |

### Творчески и технически екип
| Сценарий           | Георги Мишев                                                                                         |
| Режисьор           | Заслужил артист: Людмил Кирков                                                                       |
| Оператор           | Георги Русинов                                                                                       |
| Редактор           | Цветана Коларова                                                                                     |
| Художници          | Ася Попова Богоя Сапунджиев                                                                          |
| Музика             | Борис Карадимчев                                                                                     |
| Звук               | Михаил Витанов                                                                                       |
| Монтаж             | Албена Христова                                                                                      |
| Втори режисьор     | Валентина Василева                                                                                   |
| Втори оператор     | Кирил Зашев                                                                                          |
| Асистент-режисьори | Татяна Зарева Роза Милева                                                                            |
| Асистент-оператори | Христофор Калоянов Атанас Димитров                                                                   |
| Грим               | Вера Търкаланова Красимира Сиракова                                                                  |
| Художник-фотограф  | Милка Русинова                                                                                       |
| Гардероб           | Мария Панева                                                                                         |
| Реквизит           | Иван Йончев Мариус Койнарски                                                                         |
| Осветление         | Иван Лалов                                                                                           |
| Организатори       | Велислав Канинов Янко Мутафчиев                                                                      |
| Директор           | Дончо Тодоров                                                                                        |
| Производство       | Българска кинематография Студия за игрални филми Творчески колектив „СЪВРЕМЕННИК“ /Copyright © 1976/ |

## Награди
- Специална награда, Варна, 1978